# Inupijati
Inupijati ili Inupijaki su domorodački narod Aljaske, čije se tradicionalne teritorije pružaju od Norton Saundа na Beringovom moru pa do granice između Kanade i Sjedinjenih Američkih Država. Njihove sadašnje zajednice uključuju sedam aljaskih sela na Nort Sloupu koja pripadaju Arktik Sloup regionalnoj korporaciji, jedanaest sela u Nortvest Arktiku i šesnaest sela koja su povezana sa regionalnom korporacijom Beringovog Moreuza.

## Ime
Ime Inupijati je ime ovog naroda u množini, dok je Inupijak jednina, а termin Inupijak dvojina. Koren reči iñuk znači „osoba”, a -piaq znači „stvarnost”, pa se kombinacijom ovih reči dobija prevod njihovog imena — „stvarni ljudi”.

## Podgrupe
Inupijati su sastavljeni od sledećih zajednica:
- Inupijati Beringovog moreuza
- Nunamiuti[1]
- Inupijati zaliva Kocebu
- Inupijati obala severne Aljaske (Taġiuġmiut, narod mora)

## Regionalne korporacije
S` ciljem ravnopravnog upravljanja prirodnim resursima, Inupijati su osnovali nekolicinu regionalnih korporacija aljaskih domorodaca. To su: 
- Arktik Sloup Regionalna Korporacija
- Korporacija Domorodaca Beringovog moreuza
- NANA Regionalna Korporacija.[1]

## Jezici
Inupijati koriste samo dva jezika: severnoaljaski inupijatski i severozapadnoaljaski inupijatski. Mnogo više dijalekata je postojalo u periodu pre sretanja sa evropskom kulturom. Inupijati govore engleski zato što su u školama za starosedeoce decu kažnjavali kada su govorila na svojim maternjim jezicima.
Mali broj Inupijata je razvilo piktografski sistem pisanja početkom 20. veka. Ovo pismo je poznato je kao aljasko slikovno pismo.
Aljaski univerzitet u Ferbenksu nudi onlajl kurs za učenje ili usavršavanje jezika. Kurs je poznat pod nazivom „Početni nivo inupijatsko-eskimskog jezika”, gde se Injupijati koji govore, a tako i oni koji ne govore ovaj jezik, mogu prijaviti.

## Istorija
Pored ostalih grupa Inuita, Inupijati su naslednici tulske kulture. Oko 1000. godine p. n. e. oni su migrirali sa ostrva Beringovog mora na teritoriju današnje Aljaske.
Inupijatske grupe, kao i inuitske, imaju sufiks „miut” u imenima, što znači „narodi toga i toga”. Primer za to su „Nunamiut” (Inupijati sa kopna) i to je opšti naziv za kontinentalne Inupijake koji love karibue. Tokom perioda gladi i epidemije gripa (koji su najverovatnije doneli evropski kitolovci), većina ljudi se preselila blizu obale i u druge delove Aljaske između 1890. i 1910. godine. Određeni droj Nunamiuta se vratio u planine oko 1930. godine.
Do 1950. godine, većina podgrupa Nunamiuta, kao što su Kilikmiuti, sjedinile su se oko anaktuvučkog prolaza, sela nа centralnom severu Aljaske. Neki Nunamiuti su zadržali nomadske običaje do 1950. godine.
Iditarodska staza je nastala povezivanjem staza koje su prethodno koristili starosedeoci Aljaske, a među njima su Denaina i Deg Hitan — atabaskanski indijanci i inupijatski Eskimi.

## Opstanak
Inupijati su lovačko-sakupljačka društva, kao i ostatak autohtonih naroda Arktika. Inupijati su još uvek zavisni od lova i ribolova. U zavisnosti od njihove lokacije, oni love morževe, tuljane, kitove, polarne medvede, karibue i ribe. Kako kontinentalna grupa (Nunamiuti), tako i obalski (Tagiumiuti) Inupijati u velikoj meri zavise od ribe i ribolova. U sezonama kada se hrana sakuplja za zimu, lovina postaju i patke, guske, zečevi, a sakupljaju se i bobice, korenje i izdanci. 
Kontinentalni Inupijati love karibue, Dolove ovce, grizlije i losove. Obalski Inupijati love morževe, tuljane (foke), beluga kitove i grenlandske kitove. Oprezno i polarni medved može biti lovljen.
Hvatanje kitova može biti na dobrobit svakog Injupijata, jer se po odvajanju mesa i masnoće dobijena hrana može dugo čuvati na tradicionalan način. Čak se i rođacima koji su se preselili u gradove hiljadama kilometara daleko, po bogatom lovu, deli lovina. Muktuk, meso i slanina grenladskog kita i drugih kitova, bogato je vitaminom A i C. Vitamin C se uništava termičkom obradom mesa, pa se jedenjem svežeg mesa nadomešta nedostatak vitamina C u populacijama koje imaju ograničen pristup namirnicama koje su bogate ovim vitaminom, kao što su voće i povrće.
Od 1970-ih, nafta i drugi resursi su postali način zarade Inupijata. Transatlantski naftovod povezuje bušotine u Prudhobeju sa lukom Valdez na centralnom jugu Aljaske. Zbog bušenja i traženja nafte na suvom severu Aljaske, tradicionalni način života, a pre svega kitolovstvo, dolazi u konflikt sa najvećom opsesijom savremenog doba — daljim pronalaskom nafte.

## Kultura
Tradicionalno, različite grupe Injupijata čine sedenterna društva i ona se značajno razlikuju u odnosu na nomadske grupe. Neka sela su naseljena već 10.000 godina, kao što su ribarski kamp Merin Iglo na Aljasci.
Nalukataki je prolećni festival lova na kita.
Postoje druge kulturne institucije koje su usmerene ka očuvanju inupijatskog etnosa, kao što je Ilisarvik koledž u Barou.

## Sadašnji problemi
Inupijati su postali svesni ozbiljnosti problema klimatskih promena koje prete da unište njihove tradicionalne običaje. Globalno zagrevanje, posebno Arktika, utiče na razne načine na njih. Od smanjenja ledenog sloja na moru, što negativno utiče na lov kita, foka (tuljana), morža, tako i drugih izvora hrane, preko toga da toplije zime čine putovanja mnogo opasnijim i teže izvodljivim, do toga da, kašnjenje formiranja leda dovodi do jakih poplava i erozije duž obale, uništavajući čitava sela odjednom. Inuitski arktički savet je grupa koja reprezentuje autohtone narode Arktika. Do sada su objavili svoje nalaze i mišljenja u vezi klimatskih promena i kršenja osnovnih ljudskih prava.
Po popisu stanovnika SAD iz 2000. godine, Inupijata u Sjedinjenim Državama ima više od 19.000, a većina njih živi na Aljasci.

## Teritorije Inupijata
Nort SloupAnaktuvučki prolaz, Atqasuk, Barou, Kaktovik, Nuiksut, Pojnt Houp, Pojnt Lej, Vejnrajt
Nortvest Arktik (Aljaska)Ambler, Bakland, Diring, Kijana, Kivalina, Kobuk, Kocebu, Noatak, Nuorvik, Selavik, Šangnak
Noum popisna oblastBrevig Mišon, Diomed, Golovin, Kojuk, Noum, Šaktulik, Shishmaref, Stebins, Teler, Vejls, Vajt Mauntin, Unalakleet
- Karta Aljaske koja označava teritoriju Nort Sloupa
- Karta Aljaske na kojij se vidi lokacija Nortvest Arktika
- Karta Aljaske koja pokazuje gde je Noum popisna oblast

## Poznati Inupijati
- Edna Ahgeak MekLin (rođ. 1944), inupijatski lingista, antropolog i edukator
- Edi Ajakak (rođ. 1977), inupijatski maratonski trkač i ekspert planinarenja drugoj sezoni Ultimate Survival Alaska.[11][12]
- Irene Bedard (rođ. 1967), glumica
- Tikasuk Braun (1904—1982), edukator, pesnik i pisac
- Čarls "Etok" Edvardsen, Jr. (1943—2015), aljaski aktivista za prava autohtonih naroda Arktika
- Ronald Senungetuk (rođ. 1933), skulptor, kujundžija, edukator

## Dodatna literatura
- Heinrich, Albert Carl. A Summary of Kinship Forms and Terminologies Found Among the Inupiaq Speaking People of Alaska. 1950.
- Sprott, Julie E. (2002). Raising Young Children in an Alaskan Iñupiaq Village; The Family, Cultural, and Village Environment of Rearing. West, CT: Bergin & Garvey. ISBN 978-0-313-01347-8.
- Chance, Norman A. (1966). The Eskimo of North Alaska. Holt, Rinehart and Winston. ISBN 978-0-03-057160-2.
- Chance, Norman A. (1990). The Inupiat and Arctic Alaska: An Ethnology of Development. Holt, Rinehart and Winston. ISBN 978-0-03-032419-2.
- Chance, N.A. and Yelena Andreeva. "Sustainability, Equity, and Natural Resource Development in Northwest Siberia and Arctic Alaska." Human Ecology. 1995, vol 23 (2) [June]

## Spoljašnje veze
- Iñupiat of Arctic Alaska